# العلاقات النمساوية المولدوفية
العلاقات النمساوية المولدوفية هي العلاقات الثنائية التي تجمع بين النمسا ومولدوفا.

## مقارنة بين البلدين
هذه مقارنة عامة ومرجعية للدولتين:
| وجه المقارنة                                              | النمسا                                                    | مولدوفا                           |
| --------------------------------------------------------- | --------------------------------------------------------- | --------------------------------- |
| المساحة (كم2)                                             | 83.86 ألف                                                 | 33.85 ألف                         |
| عدد السكان (نسمة)                                         | 8.81 مليون                                                | 2.55 مليون                        |
| الكثافة السكانية (ن./كم²)                                 | 105.06                                                    | 75.33                             |
| العاصمة                                                   | فيينا                                                     | كيشيناو                           |
| اللغة الرسمية                                             | اللغة الألمانية، لغة الإشارة النمساوية ‏                   | اللغة المولدوفية، اللغة الرومانية |
| العملة                                                    | يورو، شلن نمساوي، رايخ مارك، شلن نمساوي                   | ليو مولدوفي                       |
| الناتج المحلي الإجمالي (بليون دولار)                      | 416.60 مليار                                              | 8.13 مليار                        |
| الناتج المحلي الإجمالي (تعادل القوة الشرائية) بليون دولار | 426.99 مليار                                              | 17.94 مليار                       |
| الناتج المحلي الإجمالي الاسمي للفرد دولار أمريكي          | 43.77 ألف                                                 | 3.65 ألف                          |
| الناتج المحلي الإجمالي للفرد دولار أمريكي                 | 47.68 ألف                                                 | 4.98 ألف                          |
| مؤشر التنمية البشرية                                      | 0.885                                                     | 0.693                             |
| رمز المكالمات الدولي                                      | +43                                                       | +373                              |
| رمز الإنترنت                                              | .at                                                       | .md                               |
| المنطقة الزمنية                                           | توقيت وسط أوروبا، ت ع م+01:00، ت ع م+02:00، أوروبا/فيينا ‏ | ت ع م+02:00، ت ع م+03:00          |

## منظمات دولية مشتركة
يشترك البلدان في عضوية مجموعة من المنظمات الدولية، منها:
| علم المنظمة | اسم المنظمة                               | تاريخ انضمام النمسا | تاريخ انضمام مولدوفا |
| ----------- | ----------------------------------------- | ------------------- | -------------------- |
|             | وكالة ضمان الاستثمار متعدد الأطراف        | 16 ديسمبر 1997      | 9 يونيو 1993         |
|             | الأمم المتحدة                             | 14 ديسمبر 1955      | 2 مارس 1992          |
|             | الفريق المعني برصد الأرض                  | ?                   | ?                    |
|             | منظمة حظر الأسلحة الكيميائية              | ?                   | ?                    |
|             | منظمة التجارة العالمية                    | ?                   | ?                    |
|             | منظمة الشرطة الجنائية الدولية             | ?                   | ?                    |
|             | منظمة الأمن والتعاون في أوروبا            | 25 يونيو 1973       | 30 يناير 1992        |
|             | مؤسسة التنمية الدولية                     | 28 يونيو 1961       | 14 يونيو 1994        |
|             | يونسكو                                    | 13 أغسطس 1948       | 27 مايو 1992         |
|             | مجلس أوروبا                               | ?                   | ?                    |
|             | الاتحاد البريدي العالمي                   | ?                   | ?                    |
|             | البنك الدولي للإنشاء والتعمير             | 27 أغسطس 1948       | 12 أغسطس 1992        |
|             | الاتحاد الدولي للاتصالات                  | 1866                | 20 أكتوبر 1992       |
|             | مؤسسة التمويل الدولية                     | 28 سبتمبر 1956      | 10 مارس 1995         |
|             | المنظمة الأوروبية لسلامة الملاحة الجوية   | 1993                | 2000                 |
|             | المركز الدولي لتسوية المنازعات الاستشارية | 24 يونيو 1971       | 4 يونيو 2011         |

## وصلات خارجية
- موقع وزارة الخارجية النمساوية
- موقع وزارة الخارجية المولدوفية